# Agromyza quadriseta
Agromyza quadriseta är en tvåvingeart som beskrevs av Zlobin 2001. Agromyza quadriseta ingår i släktet Agromyza och familjen minerarflugor. Inga underarter finns listade i Catalogue of Life.